# Diada de Sant Jordi

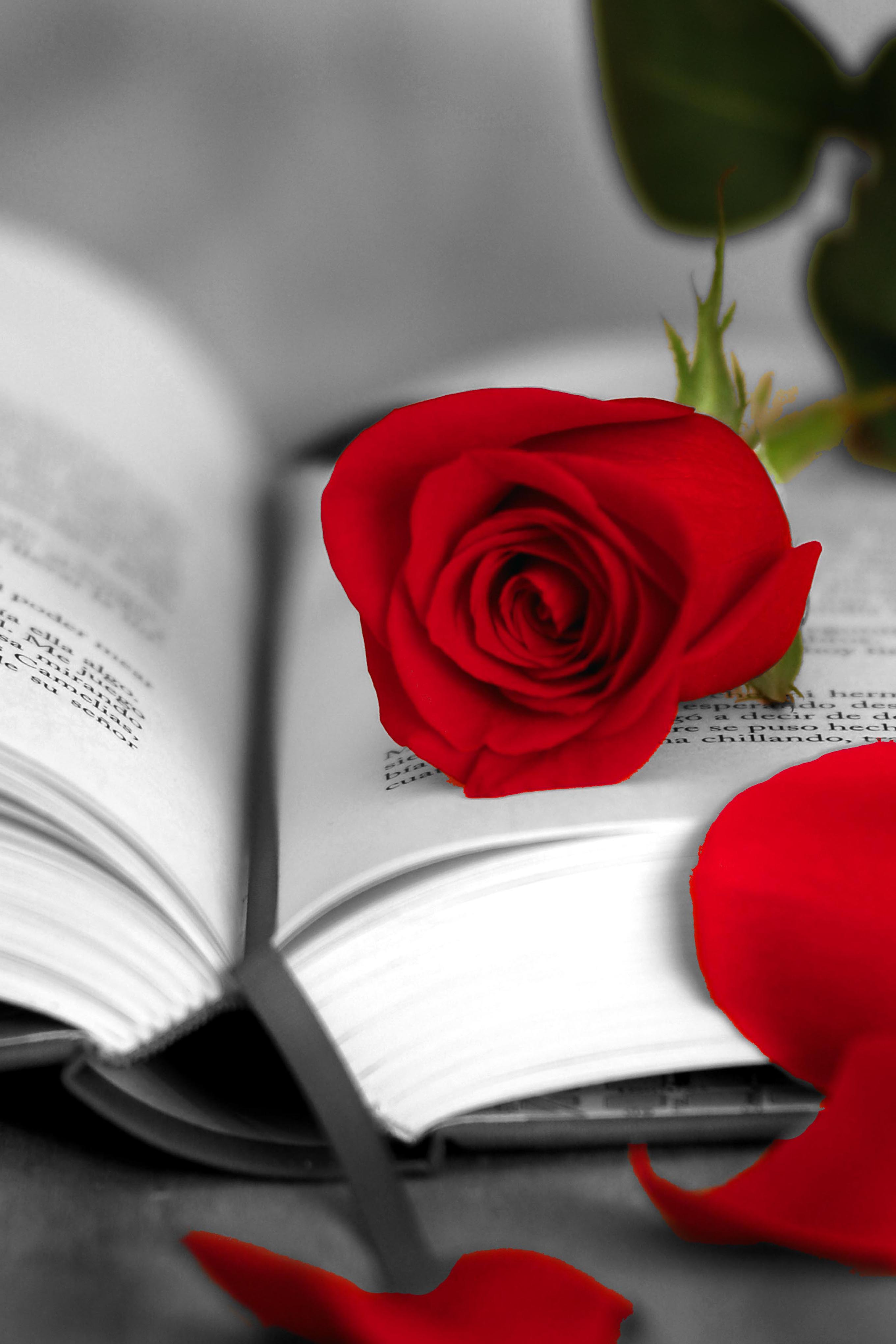
Una rosa i un llibre

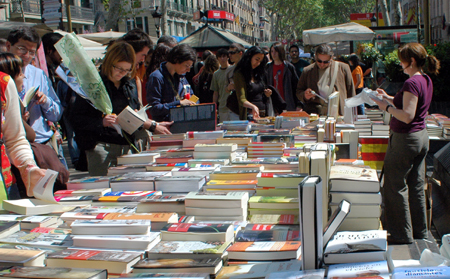
L'ambient a la Rambla de Barcelona un Sant Jordi

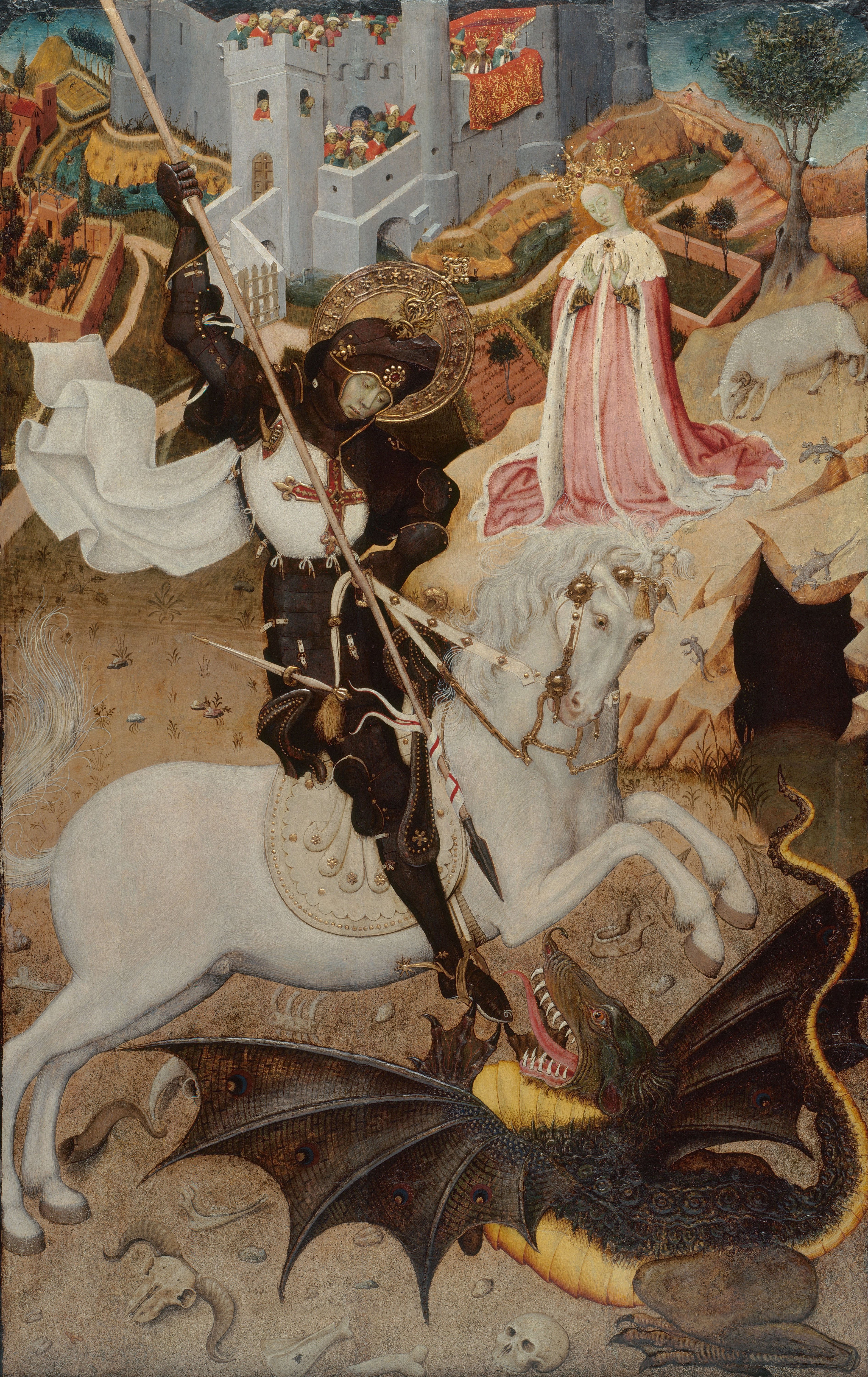
Sant Jordi matant el drac, taula central del Retaule de Sant Jordi de Bernat Martorell

La Diada de Sant Jordi a Catalunya és una festa que se celebra el 23 d'abril amb el Dia del Llibre i la Fira de les Roses, símbols de la cultura i l'amor, i és també una jornada que reivindica la cultura catalana i també, a través del blat, l'esforç de tot un poble. És el dia dels enamorats, i per això des del segle xv és costum regalar una rosa vermella «com la sang del drac» a l'estimada. A la dècada de 1930 s'hi afegeix el costum de regalar un llibre al noi, amb motiu del dia del llibre. El mateix dia també és la Diada Nacional de l'Aragó.

## Motiu
La festa de Sant Jordi se celebra el 23 d'abril, dia en què es va morir el cavaller Jordi l'any 303. El sant, que restava sota les ordres de l'emperador Dioclecià, es va negar a seguir l'ordre de perseguir els cristians, per la qual cosa va ser martiritzat i decapitat. Molt aviat el començaren a venerar com a màrtir i de seguida aparegueren històries fantàstiques lligades a la seva figura.
El culte a Sant Jordi es va estendre plenament a tota Corona d'Aragó durant l'edat mitjana, per bé que al segle viii ja n'hi havia devoció. Al Principat va començar a generalitzar-se la festa de Sant Jordi cap a l'any 1427 i des de l'any 1456 és el patró oficial de Catalunya. Tot i que la festa se celebrava amb més intensitat o menys des del segle xvi, és al final del XIX, amb el moviment polític i cultural de la Renaixença, quan s'instaurà Sant Jordi com la diada patriòtica, cívica i cultural més celebrada a Catalunya.

## Roses

### Llegenda
La versió catalana de la llegenda de sant Jordi diu que després d'un combat aferrissat del cavaller i el drac, la bèstia va caure travessada pel ferro esmolat i que dels degotalls de sang que arribaven a terra en va néixer un roser que floria amb profusió cada mes d'abril. Aquesta és l'explicació que la tradició oral dona al costum de regalar roses per la diada de Sant Jordi, el 23 d'abril.
Llegendes i relats imaginaris a banda, sabem que la tradició d'obsequiar amb roses les enamorades ve de lluny. El lligam de sant Jordi amb el món de la cavalleria i l'amor cortès pot haver estat el germen de la tradició. També sabem que al segle xv se celebrava a Barcelona l'anomenada Fira dels Enamorats i que al voltant del Palau de la Generalitat s'instal·laven venedors d'aquesta flor. Al mateix temps, ja era costum d'obsequiar amb una rosa les dones que assistien a l'eucaristia oficiada a la capella de Sant Jordi del palau. I, finalment, hi ha qui diu que el costum de regalar roses té arrels romanes, concretament de les festes en honor de la deessa Flora, que més tard foren cristianitzades.

### Parades de roses
En l'univers simbòlic, la rosa de color vermell, color de la passió, és la flor de l'amor femení, mentre que el clavell és reservat a l'amor masculí. El guarniment de la rosa, per Sant Jordi, també és força curiós i s'hi barregen elements de procedències distintes. Per una banda, l'amor femení representat per la rosa de pètals vermells, vellutats i fràgils, i a voltes acompanyada d'una espiga que representa la fecunditat, suscita una interpretació molt antiga de les llavors de cereal. Però també hi ha qui en fa una lectura més prosaica i ho relaciona amb l'arribada del bon temps. Per una altra banda, la flor de sant Jordi també sol anar guarnida amb elements que evoquen catalanitat, com ara llaços o cintes amb la senyera, que recorden el contingut reivindicatiu de la diada.
Actualment les floristeries, les cantonades, les avingudes, els carrers, les places... es converteixen en punts de venda i distribució de milers i milers de roses que són regalades a les estimades i als estimats, tal com marca la tradició, però també a amics, amigues, pares, mares, companys de feina, clients, etc. Perquè aquesta flor ha ultrapassat el significat originari de l'amor i ha esdevingut també un obsequi de cortesia i d'amistat. Com veieu, la rosa ha esdevingut la protagonista de la festa, fins al punt que la producció nacional no n'abasta la demanda, de manera que s'ha de recórrer a la importació des d'uns altres indrets del món molt llunyans.

### Història
Al segle xv ja es feia a Barcelona una fira de roses amb motiu de Sant Jordi. Hi acudien sobretot nuvis, promesos i matrimonis joves, i això fa pensar que el costum de regalar una rosa té l'origen en aquesta festa, que se celebrava al Palau de la Generalitat de Catalunya. Es va proposar convertir aquesta data en festa de precepte per primer cop el 1436, quan es va formular la proposta a les Corts catalanes. La proposta es faria efectiva el 1456. Des del segle xv, a Catalunya la diada de Sant Jordi és el dia dels enamorats, i és costum que les parelles es regalin una rosa vermella «com la sang» i un llibre. A la popularitat del sant hi van contribuir els monarques Pere el Catòlic, Jaume I o Pere el Cerimoniós. Tot i ser tradicional, la popularització del fet de regalar roses es va restablir activament el 1914, gràcies a l'impuls de la Mancomunitat.

## Llibres

### Orígens
L'origen de la diada associada al llibre el situem als anys vint del segle passat, quan l'escriptor valencià Vicent Clavel i Andrés, director de l'editorial Cervantes, va proposar a la Cambra Oficial del Llibre de Barcelona i al Gremi d'Editors i Llibreters de fer una "Fiesta del libro español".

La Cambra Oficial de Barcelona registra la proposta de la següent manera:
«Dia del Llibre Espanyol. Una altra iniciativa del nostre gelós company don Vicente Clavel: dedicar un dia de cada any a celebrar la Festa del Llibre Espanyol. Aquest modèlic projecte va passar a estudi de la corresponent ponència i està pendent de decisió.»
Alhora, en Clavel també inicià gestions a Madrid per a que esdevingués una celebració oficial, i possiblement gràcies a la influència del Ministre de Treball, Comerç i Indústria, el lleidatà Eduard Aunós, el 6 de febrer de 1926, Alfons XIII signava el reial decret pel qual s'instituïa, oficialment, la «Festa del Llibre Espanyol», sota el Directori presidit pel general Primo de Rivera. La data triada fou el 7 d'octubre, suposada data del naixement d'en Cervantes.
El 1929, en plena Exposició Internacional de Barcelona, els llibreters van sortir al carrer i la iniciativa va tindre molt d'èxit. Per raons culturals o polítiques es va decidir canviar la data, i el nou Dia del Llibre seria el 23 d'abril, coincidint amb la Festa de Sant Jordi, amb força predicament a Catalunya. En qualsevol cas, era una data primaveral, que, a més, coincidia amb l'enterrament de Miguel de Cervantes i de la mort dramaturg William Shakespeare (segons el calendari julià; va morir el 3 de maig segons el calendari gregorià), el 1616. A més, Josep Pla, el 1981, també moriria en la mateixa data. La festa des d'un bon principi va contribuir decisivament a donar un fort impuls a la producció i comercialització del llibre en català i no es va aturar ni tan sols durant la Guerra Civil espanyola.
Ja de bon començament, la festa va contribuir a donar un impuls fort a la producció editorial catalana i encara avui conserva aquesta essència. I ha estat tan gran la transcendència de la diada catalana que el 1995 la conferència general de la UNESCO va declarar el 23 d'abril Dia Mundial del Llibre i del Dret d'Autor.

### Dia Internacional del Llibre
El 15 de novembre de 1995, la Conferència General de la UNESCO va decretar el 23 d'abril com a Dia Internacional del Llibre i del Dret d'Autor. Aquest dia, els lectors aprofiten per intercanviar impressions de lectura a peu de carrer amb els seus escriptors predilectes i aquests per signar-los la darrera novetat editorial. Els darrers anys, aquest ritual de la diada del llibre ha guanyat un fort component mediàtic, tant pels autors com per l'interès de la festa, que en confirma la incidència i l'èxit més enllà de les fronteres catalanes.

### Catalunya-Espanya
En els Estats nació d'origen estatal són les elits de l'Estat qui empren les seves estructures per modelar als ciutadans i crear la nació, promovent la cultura, història, i valors de l'ètnia dominant vers les altres, esdevingudes minories nacionals. Això comporta una biopolítica d'assimilació, folklorització, i àdhuc el genocidi cultural de les minories nacionals, i en el pitjor dels casos fins i tot la neteja ètnica.
En la relació Espanya-Catalunya, des de la unificació política del 1714, les polítiques d'assimilació espanyoles són una constant històrica.
Atés el caracter netament català de la festivitat de Sant Jordi i l'èxit cultural que arrossega, alguns governs espanyols poden haver intentat neutralitzar-la. Pot ser discutible veure-hi aquesta intenció en el canvi de data del Día del Libro Español de l'octubre al dia de Sant Jordi, un dia després de la mort d'en Cervantes, sota la dictadura del Primo de Rivera i el regnat d'Alfons XIII, amb el pretext de celebrar la mort i no el naixement d'en Cervantes. També es pot discutir l'acció de l’any 2021, en la que el govern del PSOE-Podem, presidit per Pedro Sánchez, sota el regnat del Felip VI, declarà el 23 d’abril com a Día del Español (idioma), per així promocionar de forma especial aquesta llengua. Sigui així o no, el fet és que encaixa en el procedir del nacionalisme espanyol vers les minories nacionals.

## Indrets

### Catalunya

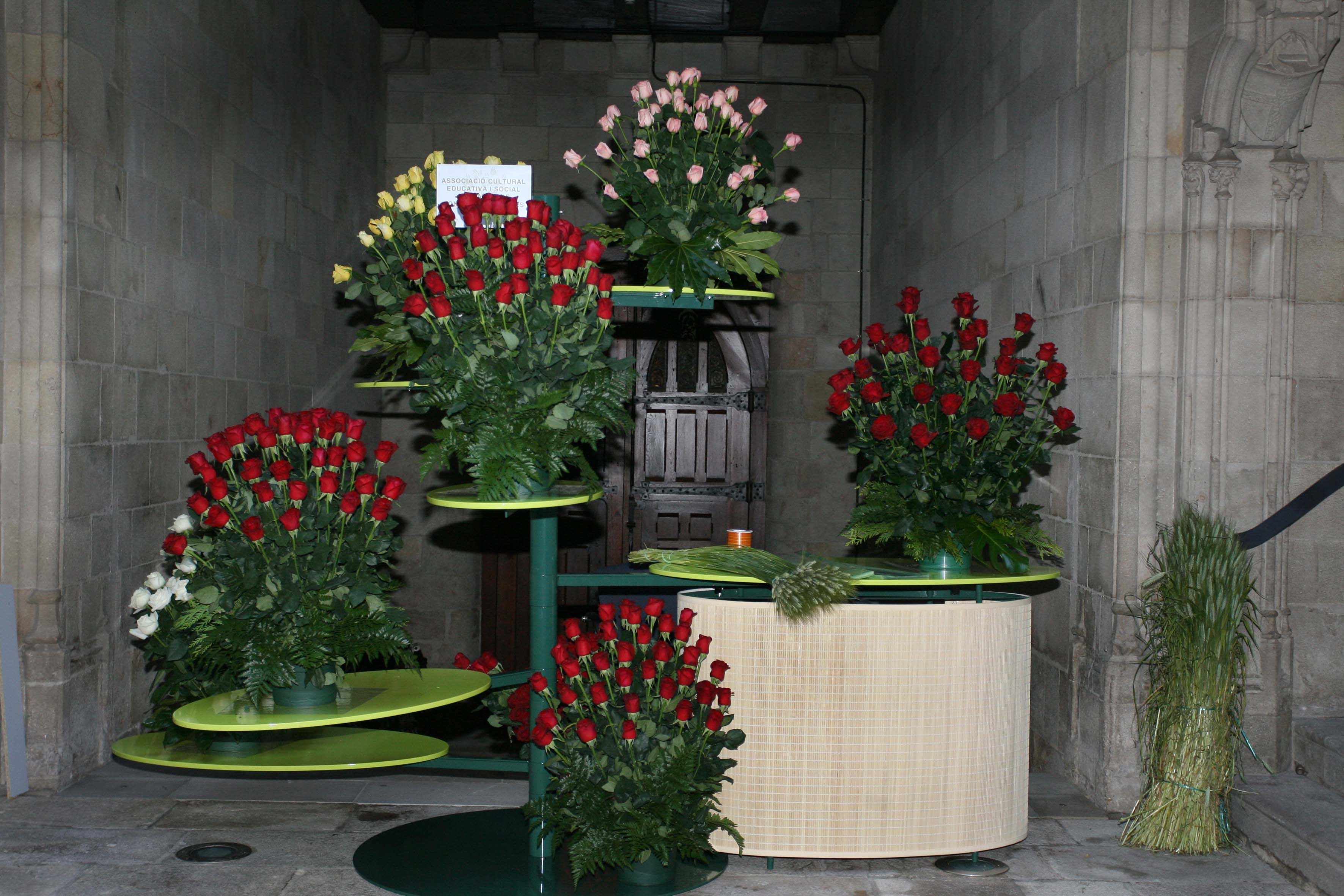
Recepció de Sant Jordi al Palau de la Generalitat de Catalunya

La Diada de Sant Jordi ha estat declarada Festa Nacional de Catalunya per la Generalitat, però aquest dia no és festa laboral: és feiner i lectiu per als estudiants. Per Sant Jordi, es fan recepcions oficials al Palau de la Generalitat de Catalunya i en el món educatiu, on es realitzen Jocs Florals, és un dia de festa grossa i participació en què la paraula impresa i recitada té tot el protagonisme. La vila de Montblanc, segons el Costumari Català del folklorista Joan Amades, va ser el lloc de Catalunya on sant Jordi va matar el drac i va salvar la princesa. És per això que, des de l'any 1987, els montblanquins reviuen la Setmana Medieval de la Llegenda de Sant Jordi. El punt àlgid de la festa és la representació de la llegenda del noble cavaller, heroi i salvador de princeses, en els escenaris recollits per la tradició popular.
La diada té un caire reivindicatiu de la cultura catalana i molts balcons s'engalanen amb la bandera de Catalunya. Hi ha parades amb reivindicacions polítiques, per ajudar a organitzacions humanitàries, per recaptar fons per escoles o simplement per a aconseguir alguns diners extra. Els mitjans de comunicació fan retransmissions en directe des dels punts més emblemàtics. Però sobretot cal destacar l'ambient festiu que genera la diada. Es realitzen activitats a les biblioteques i concerts als carrers que s'afegeixen a l'atrafegada agenda cultural catalana.
A tot Catalunya es venen llibres i roses, però és a la Rambla de Barcelona on l'esdeveniment arriba a la seva màxima expressió. A les parades habituals de la Rambla se n'afegeixen de temporals. És tradicional promoure la venda de llibres amb signatures dels autors i fent un descompte al preu de venda. Les llibreries properes estan plenes de gom a gom i obren fins i tot si és diumenge. També hi ha lectures de poemes o de fragments de llibres i els teatres i sales d'espectacles fan promocions especials. Quant a les roses es transformen en un negoci del que tothom s'aprofita, el 2010 s'estima que es van vendre sis milions de roses a Catalunya, el 40% de roses de tot l'any. A causa de la pandèmia per coronavirus de 2019-2020, el Sant Jordi 2020 no és va poder celebrar amb normalitat.

### Aragó
La relació de culte envers Sant Jordi (Sant Chorche, en aragonès) al regne d'Aragó data de l'any 1096, data en què es va estendre pel regne la creença que la mediació del sant a favor de les forces cristianes havia estat decisiva per a la victòria a la batalla d'Alcoraz; batalla que determinà la retirada de l'exèrcit musulmà que provava d'auxiliar la ciutat d'Osca, tot garantint la continuïtat del setge aragonès contra la plaça, i conduí irremissiblement a la reconquesta de la valuosa ciutat per al regne. El culte a Sant Jordi es va estendre plenament a tota Corona d'Aragó des del Regne d'Aragó, durant l'edat mitjana. El patrocini del sant sobre el regne es feu oficial l'any 1461, per dictat de les Corts d'Aragó reunides a la ciutat de Calataiud per convocatòria del rei Joan II, i quedant consagrada pels furs aragonesos. Després dels Decrets de Nova Planta la festivitat aragonesa restaria abolida durant més de dos-cents cinquanta anys. No va ser fins a un dia després de la constitució de la Diputació General d'Aragó, el 10 d'abril del 1978, que la festa va ser restituïda. La declaració del 23 d'abril com a festivitat pròpia de l'Aragó va ser votada i aprovada per unanimitat pels consellers de la dita diputació, fent-se oficial en aquell moment sota el nom de «Día de Aragón». Aquesta declaració prengué més endavant el caràcter de llei, essent aprovada la mateixa per les Corts d'Aragó el 16 d'abril del 1984. Aquesta llei estableix la condició de festiu per al dia 23 d'abril de tots els anys, condició de la que continua gaudint en l'actualitat. L'adjectiu «Nacional» apareix per la menció a la naturalesa històrica de la diada, introduïda al text d'ençà de la reforma estatutària que les corts ratificaren l'any 2007.

### País Valencià
En alguns llocs del País Valencià es celebra la Diada de Sant Jordi, i per un altre costat el Dia del Llibre, tot i que en diverses zones té semblances amb el Dia de Sant Jordi català. Cal recordar que sant Jordi va ser també el patró del Regne de València fins que va ser substituït per sant Vicent Ferrer.
Una celebració destacada és a la ciutat valenciana d'Alcoi. Allà, el Dia de Sant Jordi es celebra com una acció de gràcies pel suposat ajut que el sant va oferir a les tropes cristianes que lluitaven contra els musulmans durant el setge de la ciutat musulmana. És la coneguda festa de moros i cristians, i molts ciutadans desfilen amb disfresses, formant dos "exèrcits", un de moros i un altre de cristians, i recreant de manera festiva el setge que va donar la ciutat als cristians, però també altres lluites històriques dels dos bàndols.

### Illes Balears
Per afinitat cultural i lingüística, a les Illes, el Dia del Llibre amb el pas dels anys ha anat convertint-se en la festa de Sant Jordi, fins a consolidar-se amb el format català.

### Internacional
Els casals catalans, agrupacions, colles, i seus del Diplocat a l'estranger promouen la diada no només entre el col·lectiu d'uns tres-cents mil catalans, sinó obert a qualsevol persona, sovint amb parades de roses i llibres com les de Catalunya. En aquest sentit cal esmentar la iniciativa Books and Roses de promoció de la festa de Sant Jordi arreu per part de les delegacions de la Generalitat, l'Institut Ramon Llull, entitats cíviques, etc.